# Gran Premio de Alemania de Motociclismo de 1976
El Gran Premio de Alemania de Motociclismo de 1976 fue la undécima prueba de la temporada 1976 del Campeonato Mundial de Motociclismo. El Gran Premio se disputó los días 29 de agosto de 1976 en el Circuito de Nurburgring.

## Resultados 500cc
En 500,c.c., última victoria del impresionante palmarés de Giacomo Agostini y que cerraba una temporada donde las retiradas fueron la constante. El gran campeón italiano se aprovechó de la presencia de la lluvia para dominar a su antojo la carrera. El campeón de la categoría de este año, Barry Sheene no participó.
| Pos.     | Piloto              | Equipo      | Tiempo       | Pts. |
| -------- | ------------------- | ----------- | ------------ | ---- |
| 1        | Giacomo Agostini    | MV Agusta   | 1h 06' 21" 4 | 15   |
| 2        | Marco Lucchinelli   | Suzuki      | +52" 1       | 12   |
| 3        | Pat Hennen          | Suzuki      | +1' 09" 3    | 10   |
| 4        | John Newbold        | Suzuki      | +1' 12" 3    | 8    |
| 5        | Marcel Ankoné       | Suzuki      | +1' 20" 8    | 6    |
| 6        | Boet van Dulmen     | Suzuki      | +2' 41" 6    | 5    |
| 7        | Alan North          | Suzuki      | +2' 56" 6    | 4    |
| 8        | Christian Bourgeois | Yamaha      | +2' 56" 8    | 3    |
| 9        | Chas Mortimer       | Suzuki      | +4' 14" 2    | 2    |
| 10       | Egid Schwemmer      | Nava Yamaha | +4' 18" 1    | 1    |
| 11       | Peter Baláž         | Yamaha      | +4' 35" 6    |      |
| 12       | Max Wiener          | Yamaha      | +4' 43"      |      |
| 13       | John Cowie          | Yamaha      | +5' 10" 5    |      |
| 14       | Hans Braumandl      | Suzuki      | +7' 54"      |      |
| 15       | Franz Rau           | Yamaha      | +7' 58" 5    |      |
| 16       | Walter Hoffmann     | Suzuki      | +8' 45" 6    |      |
| 17       | Michael Schmid      | Yamaha      | +9' 46"      |      |
| 18       | Alan Rogers         | Yamaha      | +9' 51" 4    |      |
| 19       | Jan Van Disseldorp  | Yamaha      | +10' 51" 5   |      |
| 20       | Charlie Dobson      | Yamaha      | +10' 51" 7   |      |
| 22       | Lars Johansson      | Yamaha      |              |      |
| Ret      | Horst Lahfeld       | Konig       | Ret          |      |
| Ret      | Norbert Schüller    | Konig       | Ret          |      |
| Ret      | Volker Begert       | Konig       | Ret          |      |
| Ret      | Ulrich Eickmeyer    | Konig       | Ret          |      |
| Ret      | Horst Lotz          | Suzuki      | Ret          |      |
| Ret      | Helmut Kassner      | Suzuki      | Ret          |      |
| Ret      | Peter Schrötges     | Yamaha      | Ret          |      |
| Ret      | Louis With          | Yamaha      | Ret          |      |
| Ret      | Bųrge Nielsen       | Yamaha      | Ret          |      |
| Ret      | Hans Schöne         | Yamaha      | Ret          |      |
| Ret      | Arndt Hährle        | Yamaha      | Ret          |      |
| Ret      | Bernd Tüngethal     | Yamaha      | Ret          |      |
| Ret      | Franz Heller        | Suzuki      | Ret          |      |
| Ret      | Gerhard Vogt        | Yamaha      | Ret          |      |
| Ret      | Virginio Ferrari    | Suzuki      | Ret          |      |
| Ret      | Philippe Coulon     | Suzuki      | Ret          |      |
| Ret      | Victor Soussan      | Yamaha      | Ret          |      |
| Ret      | Hans Stadelmann     | Yamaha      | Ret          |      |
| Ret      | Alex George         | Suzuki      | Ret          |      |
| Ret      | Karl Auer           | Yamaha      | Ret          |      |
| Ret      | Dieter Braun        | Suzuki      | Ret          |      |
| Ret      | Jean Philippe Orban | Yamaha      | Ret          |      |
| Ret      | Teuvo Länsivuori    | Suzuki      | Ret          |      |
| Ret      | Johnny Cecotto      | Yamaha      | Ret          |      |
| Sources: |                     |             |              |      |

## Resultados 350cc
El italiano Walter Villa se proclamó campeón de la categoría al imponerse en este Gran Premio por delante de su máximo rival para el título: el venezolano Johnny Cecotto. El compañero de Villa en Harley Davidson, Gianfranco Bonera, acabó tercero.
| Pos. | Piloto             | Moto              | Tiempo       | Pts. |
| ---- | ------------------ | ----------------- | ------------ | ---- |
| 1    | Walter Villa       | Harley Davidson   | 1h 04' 03" 9 | 15   |
| 2    | Johnny Cecotto     | Yamaha            | +9" 6        | 12   |
| 3    | Gianfranco Bonera  | Harley Davidson   | +13" 4       | 10   |
| 4    | Isao Harimoto      | Yamaha            | +21" 6       | 8    |
| 5    | Alan North         | Yamaha            | +21" 9       | 6    |
| 6    | Víctor Palomo      | Yamaha            | +22" 3       | 5    |
| 7    | Christian Sarron   | Yamaha            | +28" 9       | 4    |
| 8    | Dieter Braun       | Morbidelli        | +31" 6       | 3    |
| 9    | Bruno Kneubühler   | Yamaha            | +49" 9       | 2    |
| 10   | Olivier Chevallier | Yamaha            | +1' 03" 9    | 1    |
| 11   | Patrick Fernandez  | Yamaha            | +1' 44" 5    |      |
| 12   | Kork Ballington    | Yamaha            | +2' 09" 5    |      |
| 13   | Anton Mang         | Yamaha            | +2' 20" 7    |      |
| 14   | Jon Ekerold        | Yamaha            | +2' 42" 7    |      |
| 15   | John Cowie         | Yamaha            | +2' 52" 8    |      |
| 16   | Max Wiener         | Yamaha            | +3' 29" 3    |      |
| 17   | Alex George        | Yamaha            | +3' 30" 2    |      |
| 18   | Jaime Samaranch    | Yamaha            | +3' 53" 8    |      |
| 19   | Horst Pleyer       | Yamaha            | +4' 58" 1    |      |
| 20   | Bosse Granath      | Yamaha            | +5' 20"      |      |
| Ret  | Giacomo Agostini   | MV Agusta         | Ret          |      |
| Ret  | Dieter Braun       | Bakker Morbidelli | Ret          |      |
| Ret  | Pentti Korhonen    | Yamaha            | Ret          |      |
| Ret  | Peter Baláž        | Yamaha            | Ret          |      |
| Ret  | Chas Mortimer      | Yamaha            | Ret          |      |
| Ret  | Helmut Kassner     | Suzuki            | Ret          |      |
| Ret  | Hans Stadelmann    | Yamaha            | Ret          |      |
| Ret  | John Dodds         | Yamaha            | Ret          |      |
| Ret  | Børge Nielsen      | Yamaha            | Ret          |      |

## Resultados 250cc
El italiano Walter Villa consiguió el segundo éxito de este Gran Premio  y se asegura también el título del cuarto de litro. La primera parte de la carrera fue dominada por el japonés Takazumi Katayama, que se tuvo que conformar con la séptima posición al sufrir una caída.
| Pos. | Piloto             | Moto            | Tiempo    | Pts. |
| ---- | ------------------ | --------------- | --------- | ---- |
| 1    | Walter Villa       | Harley Davidson | 55' 34" 8 | 15   |
| 2    | Kork Ballington    | Yamaha          | +1' 08" 3 | 12   |
| 3    | Jon Ekerold        | Yamaha          | +1' 09" 4 | 10   |
| 4    | Dieter Braun       | Yamaha          | +1' 10" 5 | 8    |
| 5    | Bruno Kneubühler   | Yamaha          | +1' 10" 8 | 6    |
| 6    | Olivier Chevallier | Yamaha          | +1' 21" 1 | 5    |
| 7    | Takazumi Katayama  | Yamaha          | +1' 33" 9 | 4    |
| 8    | Víctor Palomo      | Yamaha          | +1' 49" 8 | 3    |
| 9    | Pentti Korhonen    | Yamaha          | +1' 55" 2 | 2    |
| 10   | Chas Mortimer      | Maxton-Yamaha   | +2' 08" 8 | 1    |
| 11   | Bernd Tüngethal    | Yamaha          | +2' 09"   |      |
| 12   | Gilbert Lavelle    | Yamaha          | +2' 10" 9 |      |
| 13   | Franz Kunz         | Yamaha          | +2' 16" 7 |      |
| 14   | Tom Herron         | Yamaha          | +3' 01" 2 |      |
| 15   | Henk van Kessel    | Yamaha          | +3' 02" 8 |      |
| 16   | Leif Gustafsson    | Yamaha          | +3' 43" 3 |      |
| 17   | John Dodds         | Yamaha          | +3' 43" 5 |      |
| 18   | Bosse Granath      | Yamaha          | +3' 54" 1 |      |
| 19   | Harald Bartol      | Yamaha          | +4' 16" 1 |      |
| 20   | Ken Nemoto         | Yamaha          | +4' 19" 7 |      |
| Ret  | Jaime Samaranch    | Yamaha          | Ret       |      |

## Resultados 125cc
En el octavo de litro, las caídas de  pugna del líder de la general Pier Paolo Bianchi y del segundo clasificado Ángel Nieto dieron vía libre a que el piloto local Anton Mang consiguiera su primera victoria como profesional. Su compatriota Walter Koschine y el belga Julien van Zeebroeck completaron el podio.
| Pos. | Piloto                 | Moto          | Tiempo     | Pts. |
| ---- | ---------------------- | ------------- | ---------- | ---- |
| 1    | Anton Mang             | Morbidelli    | 52' 43" 4  | 15   |
| 2    | Walter Koschine        | Maico         | + 1' 39" 9 | 12   |
| 3    | Julien Van Zeebroeck   | Morbidelli    | + 1' 44" 7 | 10   |
| 4    | Horst Seel             | Hyundai Maico | + 1' 48" 7 | 8    |
| 5    | Lennart Lundgren       | Yamaha        | + 2' 28" 2 | 6    |
| 6    | Jean Louis Guignabodet | Morbidelli    | + 2' 31" 9 | 5    |
| 7    | Hans Müller            | Yamaha        | + 2' 37" 6 | 4    |
| 8    | Harald Bartol          | Morbidelli    | + 3' 29"   | 4    |
| 9    | Enrico Cereda          | Morbidelli    | + 3' 45" 5 | 4    |
| 10   | Hans Hallberg          | Yamaha        | + 4' 16"   | 1    |
| 11   | Werner Schmied         | Rotax         | + 4' 17" 7 |      |
| 12   | Ernst Stammbach        | Yamaha        | + 4' 29"   |      |
| 13   | Pentti Salonen         | Yamaha        | + 5' 08" 5 |      |
| 14   | Wolfgang Rubel         | Maico         | + 5' 17" 5 |      |
| 15   | Rolf Minhoff           | Maico         | + 5' 51" 9 |      |
| 16   | Bernhard Otto          | Maico         | + 6' 19" 2 |      |
| 17   | Benjamin Laurent       | Morbidelli    | + 7' 06" 4 |      |
| 18   | Hans Knemeyer          | Maico         | + 8' 39" 3 |      |
| 19   | Zbyněk Havrda          | Maico         | + 1 Vuelta |      |
| Ret  | Ángel Nieto            | Bultaco       | Ret        |      |
| Ret  | Pier Paolo Bianchi     | Morbidelli    | Ret        |      |
| Ret  | Gert Bender            | Bender        | Ret        |      |
| Ret  | Henk van Kessel        | AGV Condor    | Ret        |      |
| Ret  | Jan Huberts            | Morbidelli    | Ret        |      |
| Ret  | Paolo Pileri           | Morbidelli    | Ret        |      |

## Resultados 50cc
En la categoría de menor cilindrada, Ángel Nieto consiguió su séptimo título Mundial de su palmarés con la cuarta victoria de la temporada. Un triunfo muy trabajado sobre el alemán Herbert Rittberger, que no le perdió su estela.
| Pos. | Piloto               | Moto        | Tiempo    | Pts. |
| ---- | -------------------- | ----------- | --------- | ---- |
| 1    | Ángel Nieto          | Bultaco     | 31' 42" 4 | 15   |
| 2    | Herbert Rittberger   | Kreidler    | +14"      | 12   |
| 3    | Ulrich Graf          | Kreidler    | +51" 3    | 10   |
| 4    | Hans Jürgen Hummel   | Kreidler    | +1' 31" 7 | 8    |
| 5    | Rolf Blatter         | Kreidler    | +1' 32" 3 | 6    |
| 6    | Julien Van Zeebroeck | Kreidler    | +1' 32" 9 | 5    |
| 7    | Wolfgang Müller      | Kreidler    | +1' 50" 7 | 4    |
| 8    | Bruno Stopp          | Kreidler    | +2' 04" 9 | 3    |
| 9    | Rudolf Kunz          | Kreidler    | +2' 14" 6 | 2    |
| 10   | Ermanno Giuliano     | LGM         | +2' 53" 3 | 1    |
| 11   | Günter Schirnhofer   | Kreidler    | +3' 05"   |      |
| 12   | Wolfgang Golembeck   | Kreidler    | +3' 05" 2 |      |
| 13   | Hagen Klein          | Kreidler    | +3' 32"   |      |
| 14   | Benjamin Laurent     | 3B Kreidler | +3' 35" 8 |      |
| 15   | Aldo Pero            | Kreidler    | +3' 36" 2 |      |
| 16   | Jacques Hutteau      | Morbidelli  | +3' 55" 6 |      |
| 17   | Walter Däuwel        | Kreidler    | +3' 57" 7 |      |
| 18   | Roland Schuster      | Kreidler    | +3' 58"   |      |
| 19   | Theo Timmer          | Kreidler    | +3' 58" 3 |      |
| 20   | Engelbert Kip        | Kreidler    | +4' 21" 8 |      |
| Ret  | Otto Machinek        | -           | Ret       |      |
| Ret  | Gerhard Bauer        | Kreidler    | Ret       |      |
| Ret  | Siegfried Lohmann    | Kreidler    | Ret       |      |